# Cine Yelmo
Cine Yelmo, cuya razón social es Yelmo Films, S. L. U., es una empresa española fundada en 1981 dedicada a la exhibición cinematográfica. Actualmente, cuenta con 54 complejos en toda España. Desde 2015, la compañía forma parte de Cinépolis, empresa mexicana que opera en varios países como España, México, Estados Unidos, Chile, Argentina y Guatemala.

## Historia
En 1981, Ricardo Évole fundó Yelmo Cines, una compañía de exhibición cinematográfica en España. La empresa toma su nombre de El Yelmo, un risco en la sierra de Guadarrama. En 1982, inauguraron su primer cine, el Zoco de Collado Villalba en Madrid, con la proyección de "En busca del arca perdida" de Indiana Jones. En los años siguientes, Yelmo Cines siguió expandiéndose, estableciendo nuevos complejos y promoviendo el concepto de multisalas en el país.
En 1990, rescataron el antiguo Cine Ideal de Madrid, que había estado cerrado durante ocho años, y lo convirtieron en un moderno complejo de multicines. A lo largo de los años, continuaron abriendo nuevos cines en diferentes ciudades de España, tanto en Madrid como en Barcelona, Málaga, La Coruña y otras localidades.
En 1998, Yelmo Cines firmó un acuerdo con Loews Cineplex, una multinacional del sector, y se convirtió en Yelmo Cineplex. Esta asociación les permitió un crecimiento importante y expandir su presencia en ciudades más pequeñas.
En los siguientes años, Yelmo Cineplex continuó innovando, introduciendo salas IMAX en sus complejos y ofreciendo contenido alternativo como conciertos y óperas en directo. En 2006, la empresa volvió a ser completamente de capital español al adquirir las acciones de Loews Cineplex. Siguiendo su compromiso con la tecnología, se digitalizaron todas sus salas en 2011, y en 2014 inauguraron la primera sala Ultra HD en Málaga.
En 2015, Cinépolis adquirió Yelmo Cineplex, expandiendo su presencia en Europa. Yelmo Cines continuó innovando con la introducción de nuevas experiencias para los espectadores, como salas junior para niños y cines de lujo donde se puede disfrutar de una experiencia gastronómica mientras se ve la película.

## Cines
| Nombre                             | Nr. Salas  | Ciudad                     | Provincia              | Comunidad Autónoma     |
| Cine Yelmo Abrera                  | -          | Abrera                     | Barcelona              | Cataluña               |
| Cine Yelmo Área Sur                | 11         | Jerez de la Frontera       | Cádiz                  | Andalucía              |
| Cine Yelmo Premium Artea           | 8 + Junior | Lejona                     | Vizcaya                | País Vasco             |
| Cine Yelmo As Termas               | -          | Lugo                       | Lugo                   | Galicia                |
| Cine Yelmo Baricentro              | -          | Barberá del Vallés         | Barcelona              | Cataluña               |
| Cine Yelmo Boulevard               | -          | Vitoria                    | Álava                  | País Vasco             |
| Cine Yelmo Espacio Coruña          | -          | La Coruña                  | La Coruña              | Galicia                |
| Cine Yelmo Fuerteventura           | -          | Fuerteventura              | Las Palmas             | Canarias               |
| Cine Yelmo Ideal                   | 9          | Madrid                     | Madrid                 | Comunidad de Madrid    |
| Cine Yelmo Imaginalia              | -          | Albacete                   | Albacete               | Castilla-La Mancha     |
| Cine Yelmo Islazul                 | -          | Madrid                     | Madrid                 | Comunidad de Madrid    |
| Cine Yelmo Itaroa                  | -          | Huarte                     | Navarra                | Navarra                |
| Cine Yelmo Las Arenas              | -          | Las Palmas de Gran Canaria | Las Palmas             | Canarias               |
| Cine Yelmo La Villa de Orotava     | -          | La Orotava                 | Santa Cruz de Tenerife | Canarias               |
| Cine Yelmo Los Prados              | -          | Oviedo                     | Asturias               | Principado de Asturias |
| Cine Yelmo Mercado de Campanar     | -          | Valencia                   | Valencia               | Comunidad Valenciana   |
| Cine Yelmo Meridiano               | -          | Santa Cruz de Tenerife     | Santa Cruz de Tenerife | Canarias               |
| Cinesa Yelmo Megapark              | -          | Baracaldo                  | Vizcaya                | País Vasco             |
| Cine Yelmo Ocimax                  | -          | Gijón                      | Asturias               | Principado de Asturias |
| Cine Yelmo Palafox Luxury          | 7          | Madrid                     | Madrid                 | Comunidad de Madrid    |
| Cine Yelmo Parc Central            | -          | Tarragona                  | Tarragona              | Cataluña               |
| Cine Yelmo Parque Corredor         | -          | Torrejón de Ardoz          | Madrid                 | Comunidad de Madrid    |
| Cine Yelmo Planetocio              | -          | Collado Villalba           | Madrid                 | Comunidad de Madrid    |
| Cine Yelmo Plaza Mayor             | -          | Málaga                     | Málaga                 | Andalucía              |
| Cine Yelmo Plaza Norte 2           | 4          | San Sebastián de los Reyes | Madrid                 | Comunidad de Madrid    |
| Cine Yelmo Plenilunio              | -          | Madrid                     | Madrid                 | Comunidad de Madrid    |
| Cine Yelmo Premium Alisios         | -          | Las Palmas de Gran Canaria | Las Palmas             | Canarias               |
| Cine Yelmo Premium Bahía Sur       | -          | San Fernando               | Cádiz                  | Andalucía              |
| Cine Yelmo Premium Berceo          | -          | Logroño                    | La Rioja               | La Rioja               |
| Cine Yelmo Premium El Faro         | -          | Badajoz                    | Badajoz                | Extremadura            |
| Cine Yelmo Premium Castelldefels   | -          | Castelldefels              | Barcelona              | Cataluña               |
| Cine Yelmo Premium Lagoh           | 11         | Sevilla                    | Sevilla                | Andalucía              |
| Cine Yelmo Premium Peñacastillo    | -          | Santander                  | Cantabria              | Cantabria              |
| Cine Yelmo Premium Puerta Europa   | -          | Algeciras                  | Cádiz                  | Andalucía              |
| Cine Yelmo Premium Sant Cugat      | 7          | San Cugat del Vallés       | Barcelona              | Cataluña               |
| Cine Yelmo Premium VallSur         | -          | Valladolid                 | Valladolid             | Castilla y León        |
| Cine Yelmo Premium Vialia Vigo     | 11         | Vigo                       | Pontevedra             | Galicia                |
| Cine Yelmo Puerta de Alicante      | -          | Alicante                   | Alicante               | Comunidad Valenciana   |
| Cine Yelmo Rincón de la Victoria   | -          | Rincón de la Victoria      | Málaga                 | Andalucía              |
| Cine Yelmo Rivas H20               | -          | Rivas-Vaciamadrid          | Madrid                 | Comunidad de Madrid    |
| Cine Yelmo Roquetas                | -          | Roquetas de Mar            | Almería                | Andalucía              |
| Cine Yelmo Torrecárdenas           | 10         | Almería                    | Almería                | Andalucía              |
| Cine Yelmo Travesía de Vigo        | -          | Vigo                       | Pontevedra             | Galicia                |
| Cine Yelmo TresAguas               | -          | Alcorcón                   | Madrid                 | Comunidad de Madrid    |
| Cine Yelmo Vecindario              | -          | Vecindario                 | Las Palmas             | Canarias               |
| Cine Yelmo Vialia Albacete         | -          | Albacete                   | Albacete               | Castilla-La Mancha     |
| Cine Yelmo Vialia Málaga           | -          | Málaga                     | Málaga                 | Andalucía              |
| Cine Yelmo VidaNova Parc           | -          | Sagunto                    | Valencia               | Comunidad Valenciana   |
| Cine Yelmo Vinalopó                | -          | Petrel                     | Alicante               | Comunidad Valenciana   |
| Cine Yelmo Westfield La Maquinista | -          | Barcelona                  | Barcelona              | Cataluña               |